# Système d'événement discret
Contrairement au système de variable continue, un système d'événement discret est un système qui satisfait les deux propriétés suivantes :
- l'espace d'état est discret,
- la transition d'état est déclenchée par l'événement.

| Système d'événement discret                  | Système de variable continue              |
| -------------------------------------------- | ----------------------------------------- |
| espace d'état discret                        | espace d'état continu                     |
| transition d'état déclenchée par l'événement | transition d'état déclenchée par le temps |